# Isis (zespół muzyczny)
Isis – grupa grająca muzykę na pograniczu sludge metalu i eksperymentu aczkolwiek wywodząca się bezpośrednio z ruchów hardcore'owych. Są często porównywani do zespołów: Neurosis, Godflesh i Cult of Luna.

## Historia
Po paru wspólnych sesjach nagraniowych w Bostonie rdzenni członkowie grupy: Aaron Turner (gitara, wokal), Chris Mereschuk (elektronika, wokal), Jeff Caxide (bas) i Aaron Harris (perkusja) jesienią 1997 roku zawiązali projekt muzyczny Isis. Nazwa pochodziła od egipskiej bogini płodności Izydy. W tym składzie nagrywali pierwszy minialbum, Mosquito Control (1998). Po wydaniu płyty i odbyciu serii koncertów z zespołu odszedł Mereschuk. Wkrótce jego miejsce zajął Jay Randall. Jednak w zespole nie zabawił długo, wkrótce po wydaniu w 1999 roku drugiej EP Red Sea odszedł, jego miejsce zajął Cliff Meyer a nowym ogniwem został drugi gitarzysta Mike Gallagher.
W 2010 roku zespół został rozwiązany.

## Styl
Treść tej sekcji może nie być zgodna z zasadami neutralnego punktu widzenia,
ponieważ sekcję napisać w sposób neutralny.
Dokładniejsze informacje o tym, co należy poprawić, być może znajdują się w dyskusji tej sekcji.
 Po wyeliminowaniu niedoskonałości należy usunąć szablon {{Dopracować}} z tej sekcji.
Isis wyewoluowało z dosyć szorstkiego garażowego hardcore/sludge metalu w kierunku muzyki eksperymentalnej i progresywnej, łączącej ambient i ciężkie riffy z agresywnym wokalem. Pierwsze dwa wydawnictwa grupy odznaczały się minimalizmem, połączonym z ciężkimi wokalem Turnera. Kolejne LP charakteryzowały się ewolucją zespołu w kierunku muzyki progresywnej. Podniebny Celestial, przewrotnie abisalny Oceanic i tajemniczy, złowrogi Panopticon to w każdym wypadku niepowtarzalnie stworzony klimat, odznaczający się efemerycznym charakterem złamanym przez demoniczny wokal Turnera. Warty uwagi jest również dorobek EPkowy, poruszający się pośród naturalistycznych znaczeń, nawiązujący głównie do insektów, ale także, na EPce The Red Sea, widzimy swego rodzaju preludium do wodnej tematyki późniejszej długogrającej płyty.

## Skład
- Aaron Turner - gitara, wokal
- Aaron Harris - perkusja
- Jeff Caxide - gitara basowa
- Mike Gallagher - gitara
- Cliff Meyer - elektronika, gitara

## Dyskografia
- Mosquito Control (1998, EP)
- The Red Sea (1999, EP)
- Sawblade (1999, EP)
- Celestial (2000)
- SGNL 05 (2001, EP)
- Oceanic (2002)
- Live.01 (2004)
- Panopticon (2004)
- Live.02 (2004)
- Live.03 (2005)
- Live.04 (2006)
- In the Absence of Truth (2006)
- Clearing the Eye (2006, DVD)
- Holy Tears (2009, EP)
- Not in Rivers But in Drops (2009, EP)
- Wavering Radiant (2009)

### Inne wydawnictwa
- Isis / Pig Destroyer (1999; split z Pig Destroyer)
- Oceanic: Remixes and Reinterpretations (2005)
  - Oceanic Remixes Vol. I (2004)
  - Oceanic Remixes Vol. II (2004)
  - Oceanic Remixes Vol. III (2004)
  - Oceanic Remixes Vol. IV (2004)
- In the Fishtank 14 (2006; split z Aereogramme)
- Isis / Melvins (2010; split z Melvins)[5]